# Arroyo de la Raposa
El arroyo de la Raposa es un curso de agua Uruguayo que recorre el departamento de Artigas. Nace en la cuchilla Yacaré Cururú y desemboca en el río Cuareim. Pertenece a la Cuenca del Plata.